# (37638) 1993 VB
1993 VB (asteroide 37638) é um APL. Possui uma excentricidade de 0.51919932 e uma inclinação de 5.07694º.
Este asteroide foi descoberto no dia 6 de novembro de 1993 por Robert H. McNaught em Siding Spring.